# Wenn du mich lässt
Wenn du mich lässt ist ein Lied der deutschen Singer-Songwriterin Lea aus dem Jahr 2021.

## Entstehung und Veröffentlichung
Wenn du mich lässt wurde von der Interpretin selbst, gemeinsam mit den Koautoren Robin Haefs, Konstantin Scherer (Djorkaeff), Julian Schmit (Schmyt) sowie Wim Treuner geschrieben und komponiert. Djorkaeff zeichnete darüber hinaus für die Produktion verantwortlich.
Das Lied erschien erstmals am 20. August 2021 als Single. Diese erschien als digitaler Einzeltrack zum Download und Streaming. Am 5. November 2021 erschien es als Teil von Leas viertem Studioalbum Fluss, dessen zweite Singleauskopplung es ist.
Im Rahmen der Fernsehsendung Sing meinen Song – Das Tauschkonzert erschien das Lied 2023 in einer Interpretation von Montez, die Platz 96 der deutschen Singlecharts erreichte.

## Inhalt
Das Lied stellt eine emotionale und melancholische Liebeserklärung dar. Das lyrische Ich setzt auf die kleinen Dinge im Leben und versucht, immer für die andere Person im Leben da zu sein, wenn diese dies zulässt („Ich werd’ dich lieben, wenn du mich lässt“).

## Rezeption

### Charts und Chartplatzierungen
| ChartsChartplatzierungen | Höchstplatzierung | Wochen |
| ------------------------ | ----------------- | ------ |
| Deutschland (GfK)        | 22 (20 Wo.)       | 20     |
| Österreich (Ö3)          | 52 (8 Wo.)        | 8      |
| Schweiz (IFPI)           | 87 (1 Wo.)        | 1      |

### Auszeichnungen für Musikverkäufe
Im Jahr 2022 wurde das Lied in Deutschland mit einer Goldenen Schallplatte für über 200.000 verkaufte Einheiten ausgezeichnet. Im März 2023 folgte in Österreich ebenfalls Goldstatus für mehr als 15.000 Verkäufe.
| Land/Region        | Auszeichnungen für Musikverkäufe (Land/Region, Auszeichnung, Verkäufe) | Verkäufe |
| ------------------ | ---------------------------------------------------------------------- | -------- |
| Deutschland (BVMI) | Gold                                                                   | 200.000  |
| Österreich (IFPI)  | Gold                                                                   | 15.000   |
| Insgesamt          | 2× Gold ·                                                              | 215.000  |